# كينيث دي كاميرون
كينيث دي كاميرون (بالإنجليزية: Kenneth D. Cameron) (و. 1949 – م) هو ضابط، ورائد فضاء، وطيار من الولايات المتحدة الأمريكية . ولد في كليفلاند، أوهايو .

## ريادة الفضاء
شارك في المهمات الفضائية:
- STS-37
- STS-56
- STS-74.

## التعليم
تعلم في جامعة ولاية ميشيغان، ومعهد ماساتشوست للتكنولوجيا

## الخدمة العسكرية
خدم في قوات مشاة بحرية الولايات المتحدة.

## جوائز
حصل على جوائز منها:
- جائزة الشجاعة طيران
- وسام "العمل الشجاع في الحرب الوطنية العظمى 1941-1945
- وسام الاستحقاق.